# Ustywycia
Ustywycia (ukr. Устивиця) – wieś na Ukrainie, w obwodzie połtawskim, w rejonie myrhorodzkim. W 2001 liczyła 2150 mieszkańców, spośród których 2076 wskazało jako ojczysty język ukraiński, 71 rosyjski, 1 mołdawski, a 2 inny.